# Guy Cordon
Guy Cordon (Cuero, 1890. április 24. – Washington, 1969. június 8.) az Amerikai Egyesült Államok szenátora (Oregon, 1944–1955).